# Manierismus (Medizin)
Manierismus (zu manieriert ‚[übertriebene] Ausdrucksweise‘) ist ein psychopathologisches Symptom, das vor allem bei schizophrenen Störungen vorkommt. Es handelt sich oft um bizarr aussehende, verzerrte, verschnörkelte Bewegungsabläufe, die unsinnig erscheinen. Eine Stereotypie, d. h. eine Bewegungswiederholung kommt dabei häufig vor.

„Unter Manierismus versteht man [auch] eine Ausdrucksform, die sich sprachlich in einer unnatürlichen Sprachtechnik mit übertriebener, gezielter Artikulation, verschrobener Wortwahl und gespreizter Ausdrucksweise zeigt (auch „Stelzensprache“ genannt), im Verhalten als Attitüden und bizarr-abstruse Haltungen oder Bewegungsabläufe. Wenn die Mimik betroffen ist, spricht man auch von Grimassieren.“

Manierismen kommen besonders bei der katatonen Schizophrenie vor, hier insbesondere bei der Unterform „manierierte Katatonie“ nach Karl Leonhard. Manierismen sind jedoch auch ein Diagnosekriterium bei frühkindlichem Autismus.